# Martin Jouret

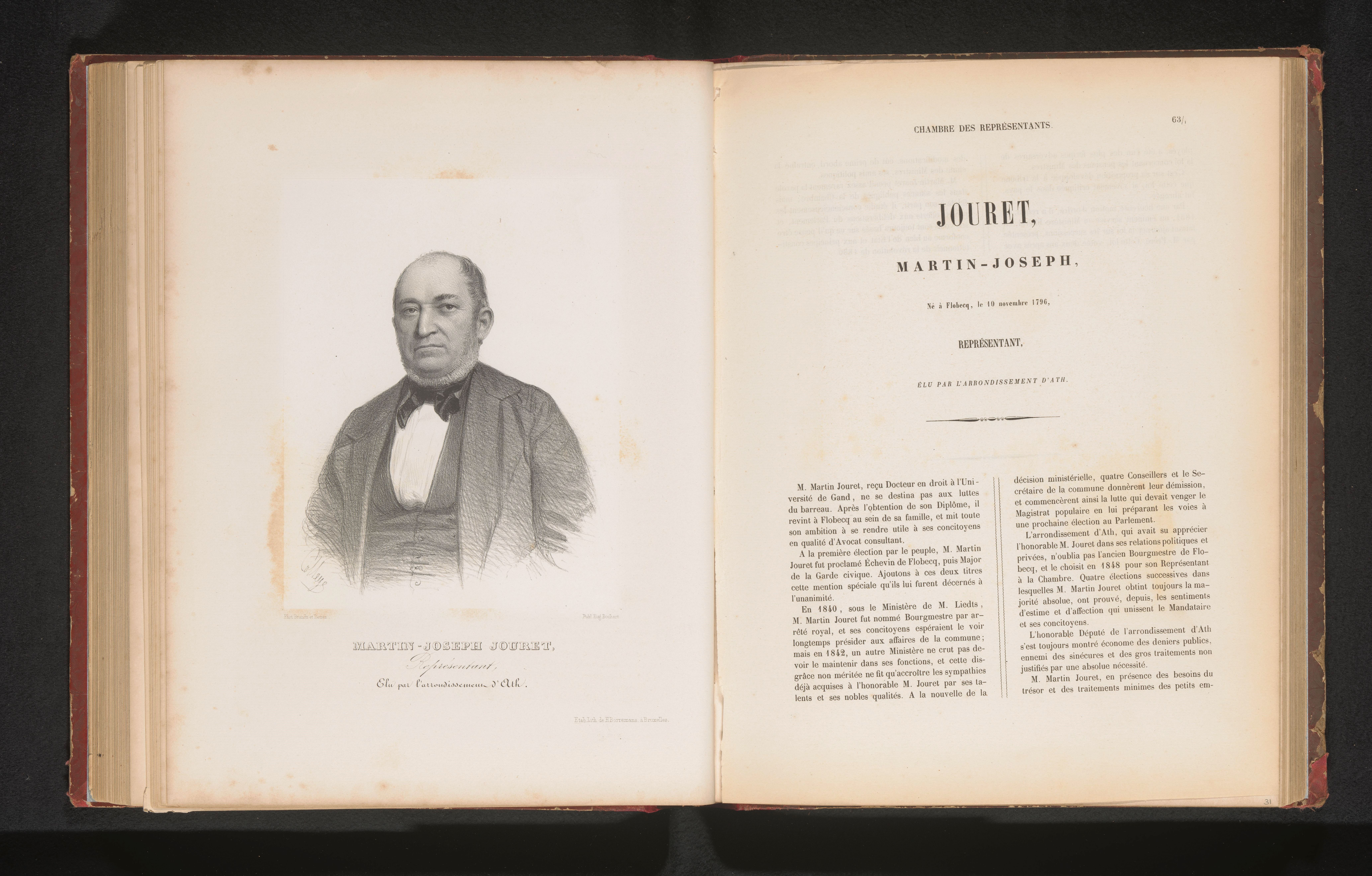
Martin-Joseph Jouret

Martin-Joseph Jouret (Vloesberg, 10 november 1796 - 15 januari 1878) was een Belgisch volksvertegenwoordiger en burgemeester.

## Levensloop
Jouret was een zoon van de landbouwer Jean Jouret en van Anne Van Maldre. Hij bleef vrijgezel.
Hij promoveerde tot doctor in de rechten (1825) aan de Rijksuniversiteit Gent en vestigde zich als advocaat.
In zijn geboorteplaats Vloesberg (Flobecq) werd hij in 1830 gemeenteraadslid, schepen (1830-1836) en burgemeester (1840-1842).
Hij werd in 1848 liberaal volksvertegenwoordiger voor het arrondissement Aat en vervulde dit mandaat tot in 1866. 
Hij werd lid van de vrijmetselaarsloge La Renaissance.